# Sportverein Waldhof Mannheim 07 1991-1992
Questa voce raccoglie le informazioni riguardanti lo Sportverein Waldhof Mannheim 07 nelle competizioni ufficiali della stagione 1991-1992.

## Stagione
Nella stagione 1991-1992 il Mannheim, allenato da Klaus Toppmöller, concluse il campionato di 2. Bundesliga al 2º posto. In Coppa di Germania il Mannheim fu eliminato al terzo turno dal Viktoria Colonia.

## Rosa
| N. |                      | Ruolo | Calciatore        |
| -- | -------------------- | ----- | ----------------- |
|    | Germania (bandiera)  | P     | Andreas Clauß     |
|    | Germania (bandiera)  | P     | Peter Eich        |
|    | Finlandia (bandiera) | P     | Kari Laukkanen    |
|    | Germania (bandiera)  | D     | Roland Dickgießer |
|    | Germania (bandiera)  | D     | Andreas Fellhauer |
|    | Germania (bandiera)  | D     | Marc Pehr         |
|    | Germania (bandiera)  | D     | Bernd Schindler   |
|    | Germania (bandiera)  | D     | Torsten Wohlert   |
|    | Germania (bandiera)  | C     | Matthias Blum     |
|    | Germania (bandiera)  | C     | Dieter Hecking    |
|    | Germania (bandiera)  | C     | Lutz Hofmann      |
|    | Germania (bandiera)  | C     | Norbert Hofmann   |
|    | Germania (bandiera)  | C     | Matthias Lust     |

| N. |                     | Ruolo | Calciatore        |
| -- | ------------------- | ----- | ----------------- |
|    | Germania (bandiera) | C     | Dennis Mödinger   |
|    | Germania (bandiera) | C     | Norbert Nachtweih |
|    | Germania (bandiera) | C     | Thomas Renner     |
|    | Germania (bandiera) | C     | Manfred Schnalke  |
|    | Germania (bandiera) | C     | Stefan Strerath   |
|    | Turchia (bandiera)  | C     | Erdal Yildiz      |
|    | Germania (bandiera) | A     | Gerd Dais         |
|    | Germania (bandiera) | A     | Lothar Dittmer    |
|    | Germania (bandiera) | A     | Uwe Freiler       |
|    | Ghana (bandiera)    | A     | Richard Naawuh    |
|    | Germania (bandiera) | A     | Danny Winkler     |
|    | Germania (bandiera) | A     | Jörg Wolff        |

## Organigramma societario
Area tecnica
- Allenatore: Klaus Toppmöller
- Allenatore in seconda: Valentin Herr
- Preparatore dei portieri:
- Preparatori atletici:

## Calciomercato

### Sessione estiva
| Acquisti | Acquisti         | Acquisti          | Acquisti |
| R.       | Nome             | da                | Modalità |
| -------- | ---------------- | ----------------- | -------- |
| C        | Matthias Lust    | Karlsruhe         |          |
| C        | Thomas Renner    | Kaiserslautern    |          |
| C        | Manfred Schnalke | Stoccarda         |          |
| C        | Stefan Strerath  | Borussia Dortmund |          |
| D        | Torsten Wohlert  | Homburg           |          |

| Cessioni | Cessioni            | Cessioni            | Cessioni |
| R.       | Nome                | a                   | Modalità |
| -------- | ------------------- | ------------------- | -------- |
| C        | Michael Kaiser      | Stahl Brandeburgo   |          |
| C        | Frank Kastner       | Vorwärts Steyr      |          |
| P        | Ralf Kircheis       | FC-Astoria Walldorf |          |
| C        | Andreas Lässig      | Edenkoben           |          |
| A        | Uwe Meyer           | Sandhausen          |          |
| C        | Jochen Müller       | Dundee Utd          |          |
| C        | Alfred Schön        | Nancy               |          |
| D        | Dīmītrios Tsionanīs | SV Mörlenbach       |          |
| D        | Christian Wörns     | Bayer Leverkusen    |          |

### Sessione invernale
| Acquisti | Acquisti          | Acquisti              | Acquisti |
| R.       | Nome              | da                    | Modalità |
| -------- | ----------------- | --------------------- | -------- |
| C        | Norbert Nachtweih | Eintracht Francoforte |          |

| Cessioni | Cessioni | Cessioni | Cessioni |
| R.       | Nome     | a        | Modalità |
| -------- | -------- | -------- | -------- |

## Risultati

### 2. Bundesliga

#### Girone di andata
| Arbitro: | Führer |

|                        |           |          |
| Schüler 72’ Preetz 76’ | Marcatori | 67’ Dais |

| Arbitro: | Wippermann |

|                               |           |            |
| Strerath 24’, 33’ Hofmann 90’ | Marcatori | 87’ Täuber |

| Arbitro: | Prengel |

|                 |           |  |
| Naawuh 70’, 74’ | Marcatori |  |

| Arbitro: | Habermann |

|            |           |  |
| Heisig 59’ | Marcatori |  |

| Arbitro: | Jansen |

|          |           |             |
| Lust 55’ | Marcatori | 79’ Vollmar |

| Halle 28 agosto 1991, ore 19:30 CEST 6ª giornata | Hallescher | 0 – 0 referto | Waldhof Mannheim | Kurt-Wabbel-Stadion (4 000 spett.)\| Arbitro: \| Schulz \| |
| Arbitro:                                         | Schulz     |               |                  |                                                            |

| Mannheim 31 agosto 1991, ore 15:00 CEST 7ª giornata | Waldhof Mannheim | 0 – 0 referto | Homburg | Stadion am Alsenweg (6 400 spett.)\| Arbitro: \| Aust \| |
| Arbitro:                                            | Aust             |               |         |                                                          |

| Arbitro: | Domurat |

|  |           |                                   |
|  | Marcatori | 32’ Freiler 61’ Wolff 63’ Hofmann |

| Arbitro: | Harder |

|          |           |           |
| Dais 39’ | Marcatori | 70’ Klopp |

| Arbitro: | Rubel |

|                       |           |                       |
| Braun 19’ (rig.), 23’ | Marcatori | 47’ Wolff 60’ Hofmann |

| Arbitro: | Werthmann |

|             |           |  |
| Dittmer 60’ | Marcatori |  |

#### Girone di ritorno
| Arbitro: | Richmann |

|                       |           |            |
| Wolff 12’ Wohlert 32’ | Marcatori | 79’ Zechel |

| Darmstadt 11 ottobre 1991, ore 19:00 CET 13ª giornata | Darmstadt | 0 – 0 referto | Waldhof Mannheim | Stadion am Böllenfalltor (7 000 spett.)\| Arbitro: \| Kuhne \| |
| Arbitro:                                              | Kuhne     |               |                  |                                                                |

| Arbitro: | Berg |

|               |           |          |
| Schreiber 41’ | Marcatori | 49’ Lust |

| Mannheim 27 ottobre 1991, ore 15:00 CET 15ª giornata | Waldhof Mannheim | 0 – 0 referto | Monaco 1860 | Stadion am Alsenweg (12 000 spett.)\| Arbitro: \| Frey \| |
| Arbitro:                                             | Frey             |               |             |                                                           |

| Chemnitz 2 novembre 1991, ore 15:00 CET 16ª giornata | Chemnitz | 0 – 0 referto | Waldhof Mannheim | Sportforum Chemnitz (4 850 spett.)\| Arbitro: \| Gläser \| |
| Arbitro:                                             | Gläser   |               |                  |                                                            |

| Arbitro: | Lehnardt |

|                                       |           |  |
| Dais 57’ (rig.) Wolff 85’ Hofmann 86’ | Marcatori |  |

| Arbitro: | Jansen |

|                      |           |                      |
| Gries 50’ Hubner 76’ | Marcatori | 2’ Wolff 74’ Dittmer |

| Arbitro: | Steinborn |

|                      |           |           |
| Hofmann 21’ Lust 47’ | Marcatori | 18’ Räthe |

| Arbitro: | Assenmacher |

|                                   |           |                    |
| Müller 66’ Biagioli 72’ Hayer 80’ | Marcatori | 65’ (aut.) Kuhnert |

| Arbitro: | Kentsch |

|                    |           |  |
| Wolff 82’ Lust 90’ | Marcatori |  |

| Arbitro: | Dardenne |

|            |           |  |
| Hobsch 82’ | Marcatori |  |

### 2. Bundesliga

#### Girone di andata
| Arbitro: | Werthmann |

|                   |           |                        |
| Köhler 86’ (rig.) | Marcatori | 3’ Naawuh 51’ Strerath |

| Arbitro: | Mölm |

|             |           |             |
| Freiler 36’ | Marcatori | 49’ Krätzer |

| Friburgo in Brisgovia 21 marzo 1992, ore 15:00 CET 25ª giornata | Friburgo | 0 – 0 referto | Waldhof Mannheim | Dreisamstadion (12 500 spett.)\| Arbitro: \| Amerell \| |
| Arbitro:                                                        | Amerell  |               |                  |                                                         |

| Arbitro: | Habermann |

|  |           |                      |
|  | Marcatori | 69’ Lust 89’ Hecking |

| Arbitro: | Löwer |

|                      |           |          |
| Hecking 32’ Lust 50’ | Marcatori | 85’ Raab |

| Arbitro: | Funken |

|             |           |             |
| Wohlert 80’ | Marcatori | 65’ Vollmar |

| Arbitro: | Führer |

|                                                         |           |  |
| Schüler 34’ Kostner 52’ (rig.) Preetz 77’ Akpoborie 89’ | Marcatori |  |

| Arbitro: | Albrecht |

|                                                           |           |                           |
| Freiler 23’, 87’, 90’ Wolff 32’, 63’ Nachtweih 84’ (rig.) | Marcatori | 58’ (aut.) Lust 77’ Simon |

| Arbitro: | Fleske |

|             |           |               |
| Freiler 28’ | Marcatori | 22’ Jurgeleit |

| Arbitro: | Mölm |

|                                        |           |                      |
| Wittke 35’ Löhnert 45’ Raab 72’ (rig.) | Marcatori | 5’ Hecking 61’ Wolff |

### Coppa di Germania
| Arbitro: | Demme |

|                     |           |                                                           |
| Wölfling 42’ (rig.) | Marcatori | 5’ Hofmann 12’, 69’ Wolff 16’, 26’ (rig.) Dais 78’ Naawuh |

| Arbitro: | Rodrigues |

|  |           |                           |
|  | Marcatori | 18’ Dais 61’, 85’ Freiler |

| Arbitro: | Paulus |

|           |           |  |
| Morig 75’ | Marcatori |  |

## Statistiche

### Statistiche di squadra
| Competizione      | Punti | In casa | In casa | In casa | In casa | In casa | In casa | In trasferta | In trasferta | In trasferta | In trasferta | In trasferta | In trasferta | Totale | Totale | Totale | Totale | Totale | Totale | DR  |
| Competizione      | Punti | G       | V       | N       | P       | Gf      | Gs      | G            | V            | N            | P            | Gf           | Gs           | G      | V      | N      | P      | Gf     | Gs     | DR  |
| ----------------- | ----- | ------- | ------- | ------- | ------- | ------- | ------- | ------------ | ------------ | ------------ | ------------ | ------------ | ------------ | ------ | ------ | ------ | ------ | ------ | ------ | --- |
| 2. Bundesliga     | 26    | 11      | 7       | 4       | 0       | 17      | 5       | 11           | 1            | 6            | 4            | 10           | 12           | 22     | 8      | 10     | 4      | 27     | 17     | +10 |
| 2. Bundesliga     | -     | 5       | 2       | 3       | 0       | 11      | 6       | 5            | 2            | 1            | 2            | 6            | 8            | 10     | 4      | 4      | 2      | 17     | 14     | +3  |
| Coppa di Germania | -     | 0       | 0       | 0       | 0       | 0       | 0       | 3            | 2            | 0            | 1            | 9            | 2            | 3      | 2      | 0      | 1      | 9      | 2      | +7  |
| Totale            | 26    | 16      | 9       | 7       | 0       | 28      | 11      | 19           | 5            | 7            | 7            | 25           | 22           | 35     | 14     | 14     | 7      | 53     | 33     | +20 |

### Andamento in campionato
| Giornata  | 1 | 2 | 3 | 4 | 5 | 6 | 7 | 8 | 9 | 10 | 11 | 12 | 13 | 14 | 15 | 16 | 17 | 18 | 19 | 20 | 21 | 22 |
| --------- | - | - | - | - | - | - | - | - | - | -- | -- | -- | -- | -- | -- | -- | -- | -- | -- | -- | -- | -- |
| Luogo     | T | C | C | T | C | T | C | T | C | T  | C  | C  | T  | T  | C  | T  | C  | T  | C  | T  | C  | T  |
| Risultato | P | V | V | P | N | N | N | V | N | N  | V  | V  | N  | N  | N  | N  | V  | N  | V  | P  | V  | P  |
| Posizione | 4 | 3 | 3 | 3 | 2 | 2 | 3 | 2 | 2 | 2  |    |    |    |    |    |    |    |    |    |    |    |    |

Legenda:

Luogo: C = Casa; T = Trasferta. Risultato: V = Vittoria; N = Pareggio; P = Sconfitta.

### Statistiche dei giocatori
| Giocatore     | 2. Bundesliga | 2. Bundesliga | 2. Bundesliga | 2. Bundesliga | Coppa di Germania | Coppa di Germania | Coppa di Germania | Coppa di Germania | Totale   | Totale | Totale      | Totale     |
| Giocatore     | Presenze      | Reti          | Ammonizioni   | Espulsioni    | Presenze          | Reti              | Ammonizioni       | Espulsioni        | Presenze | Reti   | Ammonizioni | Espulsioni |
| ------------- | ------------- | ------------- | ------------- | ------------- | ----------------- | ----------------- | ----------------- | ----------------- | -------- | ------ | ----------- | ---------- |
| M. Blum       | 0             | 0             | 0             | 0             | 0                 | 0                 | 0                 | 0                 | 0        | 0      | 0           | 0          |
| A. Clauß      | 0             | 0             | 0             | 0             | 0                 | 0                 | 0                 | 0                 | 0        | 0      | 0           | 0          |
| G. Dais       | 21            | 3             | 5             | 1             | 3                 | 3                 | 1                 | 0                 | 24       | 6      | 6           | 1          |
| R. Dickgießer | 22            | 0             | 8             | 0             | 3                 | 0                 | 1                 | 0                 | 25       | 0      | 9           | 0          |
| L. Dittmer    | 16            | 2             | 3             | 0             | 3                 | 0                 | 0                 | 0                 | 19       | 2      | 3           | 0          |
| P. Eich       | 0             | 0             | 0             | 0             | 1                 | 0                 | 0                 | 0                 | 1        | 0      | 0           | 0          |
| A. Fellhauer  | 22            | 0             | 5             | 0             | 3                 | 0                 | 0                 | 0                 | 25       | 0      | 5           | 0          |
| U. Freiler    | 7             | 1             | 0             | 0             | 2                 | 2                 | 0                 | 0                 | 9        | 3      | 0           | 0          |
| D. Hecking    | 10            | 0             | 2             | 0             | 1                 | 0                 | 0                 | 0                 | 11       | 0      | 2           | 0          |
| L. Hofmann    | 18            | 2             | 2             | 0             | 2                 | 1                 | 0                 | 0                 | 20       | 3      | 2           | 0          |
| N. Hofmann    | 17            | 3             | 2             | 1             | 2                 | 0                 | 0                 | 0                 | 19       | 3      | 2           | 1          |
| K. Laukkanen  | 22            | 0             | 0             | 0             | 2                 | 0                 | 0                 | 0                 | 24       | 0      | 0           | 0          |
| M. Lust       | 16            | 4             | 0             | 0             | 2                 | 0                 | 0                 | 0                 | 18       | 4      | 0           | 0          |
| D. Mödinger   | 1             | 0             | 0             | 0             | 0                 | 0                 | 0                 | 0                 | 1        | 0      | 0           | 0          |
| R. Naawuh     | 10            | 2             | 1             | 0             | 2                 | 1                 | 0                 | 0                 | 12       | 3      | 1           | 0          |
| N. Nachtweih  | 2             | 0             | 0             | 0             | 0                 | 0                 | 0                 | 0                 | 2        | 0      | 0           | 0          |
| M. Pehr       | 0             | 0             | 0             | 0             | 0                 | 0                 | 0                 | 0                 | 0        | 0      | 0           | 0          |
| T. Renner     | 4             | 0             | 1             | 0             | 0                 | 0                 | 0                 | 0                 | 4        | 0      | 1           | 0          |
| B. Schindler  | 21            | 0             | 4             | 0             | 3                 | 0                 | 0                 | 0                 | 24       | 0      | 4           | 0          |
| M. Schnalke   | 15            | 0             | 2             | 0             | 2                 | 0                 | 0                 | 0                 | 17       | 0      | 2           | 0          |
| S. Strerath   | 15            | 2             | 0             | 0             | 2                 | 0                 | 1                 | 0                 | 17       | 2      | 1           | 0          |
| D. Winkler    | 0             | 0             | 0             | 0             | 0                 | 0                 | 0                 | 0                 | 0        | 0      | 0           | 0          |
| T. Wohlert    | 21            | 1             | 5             | 1             | 3                 | 0                 | 1                 | 0                 | 24       | 1      | 6           | 1          |
| J. Wolff      | 21            | 6             | 1             | 0             | 3                 | 2                 | 1                 | 0                 | 24       | 8      | 2           | 0          |
| E. Yildiz     | 2             | 0             | 0             | 0             | 0                 | 0                 | 0                 | 0                 | 2        | 0      | 0           | 0          |